# Корпоративная собственность
Корпоративная собственность — объём корпоративных прав, принадлежащих члену корпорации, которым он распоряжается по своему усмотрению в порядке, установленном действующим законодательством, локальными нормативными актами корпорации и корпоративным договором.

## Содержание термина
Термин включает в себя две категории: собственность и корпорация.
Ещё в римском праве собственность определялась через понятие «имущество» (proprietas — принадлежность) или субъекта права (dominus — господство). Содержание собственности раскрывается через триаду правомочий владения, пользования и распоряжения (ст. 209 Гражданского кодекса РФ).
Учёные-хозяйственники рассматривали собственность прежде всего как экономическую базу для осуществления производственно-хозяйственной деятельности.
Корпоративная составляющая рассматриваемой категории раскрывается в положениях ст. 2 и 65.1 Гражданского кодекса РФ, через отношения, включающие в себя элементы членства или управления (корпоративные отношения).

## Толкование корпоративной собственности
Корпоративная собственность (как правовая категория) представляет собой юридическую конструкцию, обозначающую корпоративные отношения в сфере приобретения и реализации корпоративных прав применительно к конкретной корпорации. В коммерческих корпорациях корпоративная собственность (итоги присвоения) может быть в последующем самостоятельным объектом сделки (например, доли в уставном капитале либо акции корпорации можно продать третьему лицу, заложить, подарить, передать в управление и т. д.).
В банковском секторе вопрос о принадлежности корпоративной собственности лицу раскрывается через бенефициарного владельца и бенефициарную собственность. В частности, российские банки обязаны идентифицировать конечных бенефициаров своих клиентов.
В ряде нормативных актов корпоративная собственность упоминается наряду с корпоративным управлением, однако без чёткого разграничения того, идёт ли речь об имуществе, принадлежащем корпорации, либо об участии в корпорации и объёме корпоративных прав.

## Объём правомочий собственника
Корпоративная собственность предоставляет объём правомочий его владельцу и в зависимости от вида организационно-правовой формы корпорации может включать в себя:
1. имущественные права (например, право на получение дивидендов или имущества, оставшегося после ликвидации корпорации);
2. права управления внутрикорпоративными процессами (управление делами корпорацией);
3. права управления деятельностью корпорации.

## Особенности корпоративной собственности
1. владельцу принадлежат корпоративные права, в том числе права управления корпорацией;
2. объём корпоративных прав определяется долей (размером) участия в уставном капитале, в хозяйственной деятельности, в формировании имущества корпорации и иным способом, а также зависит от вида корпорации (коммерческой или некоммерческой);
3. порядок реализации корпоративных прав определяется нормативными правовые актами, локальными нормативными актами корпорации и корпоративными договорами.